# Masque en tissu

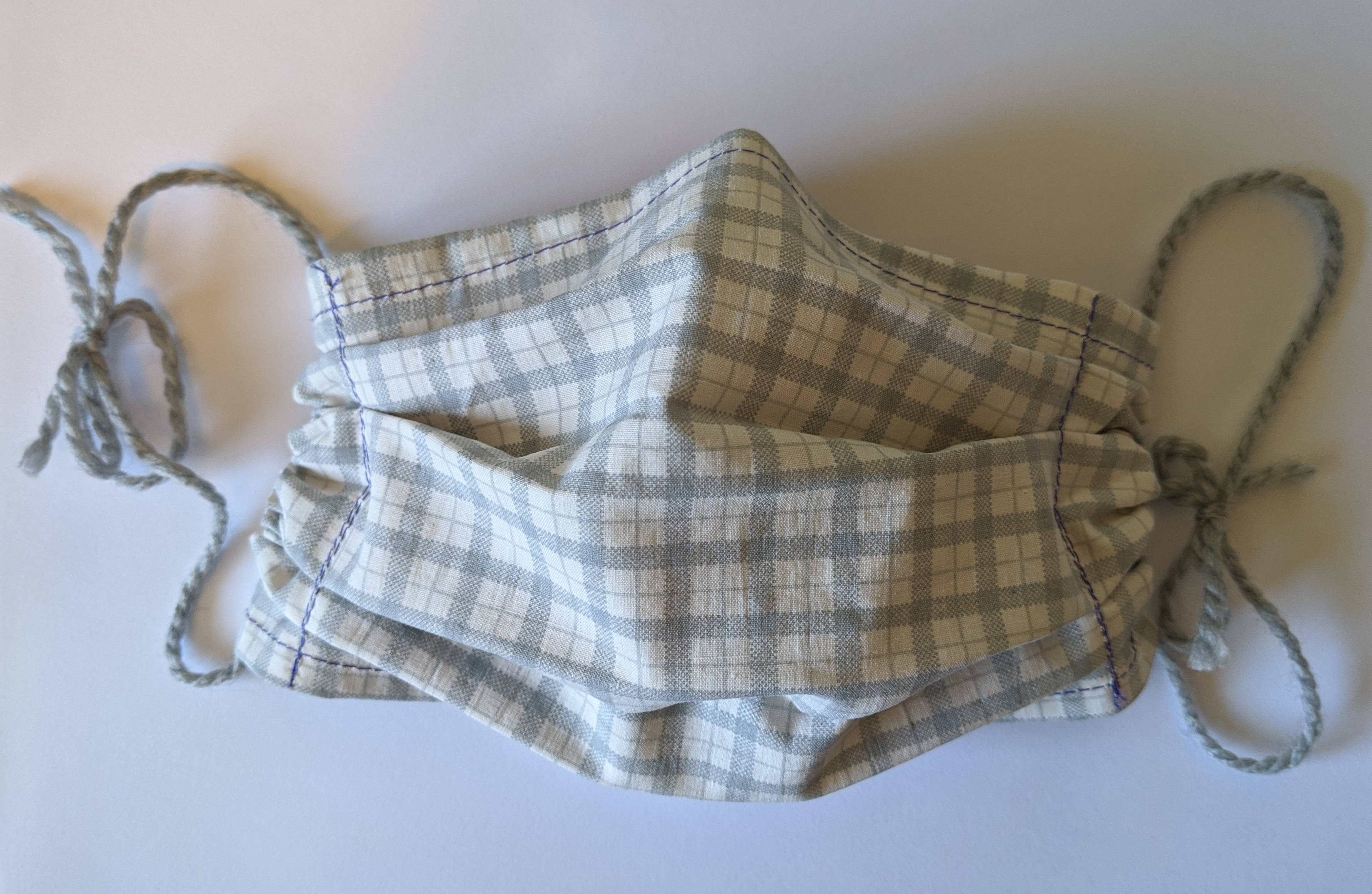
Masque facial en tissu.

Un masque en tissu, masque grand public, masque barrière hygiénique, ou pour l'OMS masque non médical, est un masque filtrant porté sur la bouche et le nez, confectionné avec du textile, généralement des tissus en coton. Il est lavable et réutilisable. Ce masque est utilisé par le grand public dans un but de protection hygiénique, sanitaire, du porteur et de son entourage, en complément des gestes barrières, contre la transmission de maladies infectieuses ou la pollution atmosphérique particulaire. La protection apportée par leur efficacité de filtration est parfois règlementée : elle est donc très variable.
Juridiquement, le plus souvent, ce n'est ni un équipement médical, ni un appareil respiratoire filtrant : il ne peut donc être certifié comme tel. Toutefois, avec une règlementation nationale appropriée, il peut parfois être considéré comme un équipement de protection individuelle.
Les masques hygiéniques peuvent être réutilisables ou non réutilisables.
Les deux autres types de masques aux propriétés différentes mais également utilisés lors de la pandémie de Covid-19 sont les maques médicaux dits chirurgicaux et les équipements de protection individuelle sous catégorisés en masques de protection dits FFP, médicaux  (FFP2 et FFP3) et non médicaux (anti-poussières : FFP1).
Selon l'OMS, en cas de pénurie de masques non médicaux, un bouclier facial (visière transparente) pourrait constituer une alternative, même si sa protection sanitaire est nettement inférieure à celle d'un masque répondant à des spécifications techniques.

## Description
Le masque barrière hygiénique couvre l'ensemble du nez, de la bouche et du menton. Il est tenu, en général sur les oreilles, par des élastiques ou des lanières. Mais il n'est pas jointif tout autour du visage.
Il est constitué d'au moins deux couches de tissu, souvent de trois différentes. Il existe aussi des modèles monocouche. Il peut être de différentes formes (exemples : à plis, en bec de canard) et de différentes tailles (homme, femme, adolescent, enfant).
Il se compose d'un côté haut — pour épouser la forme du nez par exemple avec du métal malléable — et d'un côté bas. Il peut également être dépourvu de barrette métallique, et donc parfaitement symétrique.
Il se compose d'un côté extérieur — pour commencer la filtration et pour l’esthétique — et d'un côté intérieur — pour finaliser  la filtration — au contact du visage.

## Recommandations de l'OMS aux décideurs
Dans un contexte de Covid 19, l'OMS constate que de nombreux pays ont recommandé le port d'un masque grand public en tissu (fabric mask). Il n'existe pas de certitude exacte sur les bénéfices et contre-bénéfices liés à l'utilisation des masques. Mais diverses évaluations et des observations telles que le port d'un masque par des personnes en bonne santé ont conduit l'OMS à encourager les gouvernements à préconiser le port du masque dans des situations spécifiques pour enrayer la transmission du virus responsable de la maladie à coronavirus 2019. En fonction du risque, les gouvernements devraient encourager le port d'un masque médical ou non médical.
Ainsi, l'usage des masques non médicaux est encouragé dans les transports en commun : bus, avions, trains, dans les camps et bidonvilles, ou dans les lieux fréquentés où la propagation massive est suspectée ou avérée : commerces, rassemblements, lieux de cultes, établissements scolaires, voie publique dans les communes couvertes par un arrêté préfectoral qui l'impose, etc.
En France, le Haut Conseil de la santé publique (HCSP) recommande de favoriser le port du masque grand public en tissu réutilisable (selon les préconisations de l'Afnor), en facilitant le choix et l’accès des masques pouvant être réutilisés jusqu’à 50 fois, ayant des performances de respirabilité et de filtration constantes et validées, et en simplifiant les conditions d’entretien. Il motive sa recommandation avec l'argument que les masques grand public réutilisables évitent un risque écologique par la présence de masques à usage unique jetés par incivilité.

### Bénéfices
- réduction du risque de contamination, par le porteur du masque et vers le porteur ;
- réduction du potentiel de stigmatisation ;
- sentiment / affichage de contribution à la lutte contre l'épidémie ;
- rappel des autres mesures de protection / de prévention sanitaire ;
- bénéfices socioéconomiques : admettre la pénurie possible d'EPI, promouvoir l'entreprise individuelle en offrant des revenus aux confectionneurs locaux de masques.

### Risques identifiés
- risque d'auto-contamination ;
- risque de contamination liée à l'usage de masques souillés ou humides ;
- risque de mal de tête ou de difficultés respiratoires selon le masque ;
- risque dermatologique et risque de dermatite lors d'un usage trop fréquent ;
- difficulté de communication ;
- inconfort potentiel ;
- faux sentiment de sécurité ;
- faible port du masque par les enfants les plus jeunes ;
- problématique de gestion des déchets ;
- difficulté de communication pour les malentendants lisant sur les lèvres ;
- difficulté de port dans des situations particulières, jeune âge, situations cognitives particulières, autres maladies ou opérations faciales, environnements chauds et humides ;
- parfois buée sur les lunettes.

## Spécifications techniques

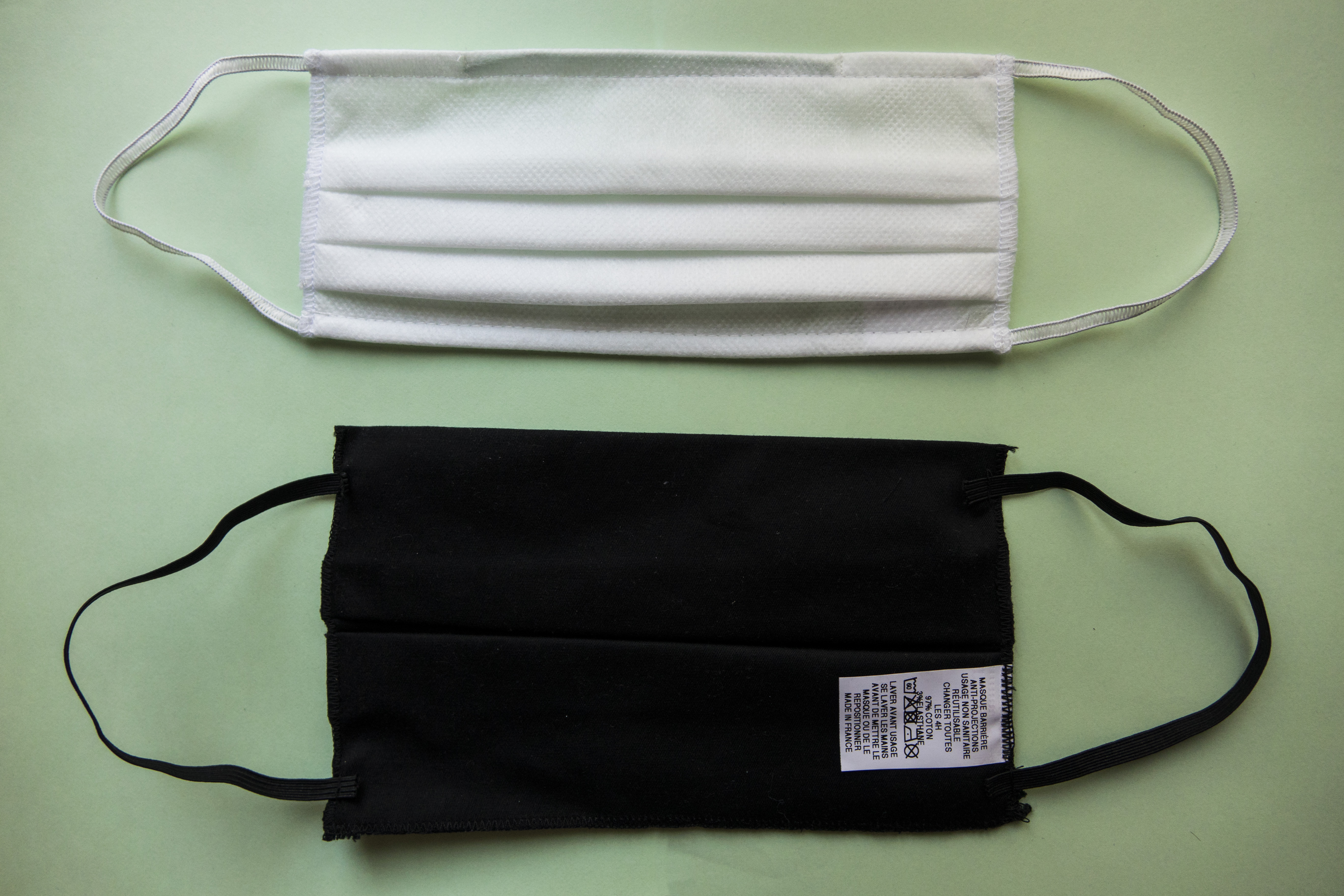
Deux masques grand public français conçus selon le modèle AFNOR : un en polypropylène (haut, côté recto) et un en coton (bas, côté verso).

### Hétérogénéité des masques non normalisés
D'après l'OMS, un masque non médical a des propriétés d'une variabilité illimitée dues au différents types d'assemblages, ce qui ne permet pas son évaluation. Un masque non médical n'est soumis ni aux normes médicales, ni aux normes d'EPI, mais un standard, dénommé AFNOR SPEC S76-001, a été développé par l'AFNOR.
D'après l'OMS, les décideurs qui conseillent sur le type de masque non médical à utiliser doivent prendre en compte la performance à la filtration, la respirabilité, le nombre et la combinaison des matériaux utilisés, la forme, le revêtement, et l'entretien.

### Masques normalisés

#### Masques AFNOR
En France, lors de la crise sanitaire de 2020, l'AFNOR a établi en mars 2020 une normalisation des masques en tissu, pour tenter de répondre alors à l'absence de disponibilité rapide de masques de protection (chirurgicaux, FFP). Ces masques barrières lavables de substitution sont décrits ainsi :
- pour ceux non destinés à des professionnels, par un guide AFNOR d'exigences minimales, de méthodes d'essais, de confection et d'usage[6] ; Une annexe décrit les patrons de ces modèles[7] et une FAQ[8] répond aux principales questions pratiques ;
- pour ceux destinés à des professionnels non médicaux, considérés alors comme un équipement de travail, par une note d'information interministérielle française[9] créant deux catégories[10] :  
  - une catégorie I pour les professionnels en contact avec le public, comme les policiers, les caissières, les agents de sécurité ; Pour l'ANSM, cette catégorie filtre au moins 90 % des particules de trois micromètres ;
  - une catégorie II pour protéger l'ensemble d'un groupe professionnel sans contact avec le public ; cette catégorie filtre au moins 70 % de ces particules[11]. Mais depuis le 27 janvier 2021, seuls les masques de catégorie 1 sont possibles[12].

Une base de données indique les tissus acceptables selon ces 2 catégories de masques professionnels. Leur commercialisation nécessite la réalisation d'essais, un emballage d'identification indiquant les performances de filtrage. Ces masques peuvent aussi être utilisés par le grand public.
La dénomination « masque grand public » est réservée aux masques qui portent le logo "FILTRATION GARANTIE • TESTÉ XX LAVAGES" qui doit figurer sur l'emballage ou sur la notice; les résultats de ces tests sont publiés sur le site de la Direction générale des entreprises.
Il se distingue des masques "faits maison" qui sont réalisés par des particuliers.
Pour les masques faits maison, il est possible d'utiliser la spécification AFNOR SPEC S76-001 :2020.
Le lavage de ces masques est soumis à des spécificités afin de ne pas risquer de les détériorer et de les rendre ainsi moins efficaces : le nombre maximal de lavages doit être respecté, et le lavage doit être effectué en machine avec une lessive adaptée au tissu dont le cycle comprendra au minimum un plateau d'une durée de 30 minutes à 60 °C.

#### Masques UNE
L'organisme Asociación Española de Normalización (UNE) a également définit en 2020 des normes pour les masques:
- SPECIFICACION UNE 0065:2020, en vigueur au 2020-04-14: Masques d'hygiène réutilisables pour adultes et enfants. Exigences matérielles, de conception, confection, marquage et utilisation.
- SPECIFICACION UNE 0064-2:2020, en vigueur au 2020-04-09: Masques hygiéniques non réutilisables. Exigences de matériaux, conception, fabrication, marquage et utilisation. Partie 2: Utilisation pour enfants
- SPECIFICACION UNE 0064-1:2020, en vigueur au 2020-04-08: Masques d'hygiène non réutilisables: Exigences matérielles, de conception, confection, marquage et utilisation. Partie 1: Pour l'utilisation par des adultes

### Mécanismes
Les dimensions des "mailles" du masque ne protègent pas du virus dans la mesure où la maille a une dimension supérieure à 0,3 micromètre, là où le virus a une dimension de 0,1 micromètre.
À contrario, le caractère non tissé du tissu permet de capturer le virus par un effet électrostatique : les forces intermoléculaires dites de Van der Waals. C'est ainsi la multitude de fibres non tissées qui améliore la capture des virus.
De ce fait, les masques mouillés ou vieillissants perdent leur qualité.

### Efficacité
Les performances de filtration des masques en tissu varient considérablement en fonction de leur forme, de leur ajustement au visage, du type et de la densité du tissu, ainsi que du nombre de couches,. Mais leur respirabilité doit rester suffisante.
Avant 2015, des études descriptives ont porté sur les masques en tissu (très utilisés dans les pays pauvres ou émergents), mais toujours testés in vitro. Ces études ont montré que plus le tissu est fin et plus les couches sont nombreuses, mieux le masque filtre l'air. La présence d'humidité, la distance parcourue par les gouttelettes et la conception du masque se sont montrées être des facteurs importants pour l'efficacité de filtration (in vitro). Les masques en tissu offrent une certaine protection, réduisent l'exposition aux aérosols respiratoires mais ils n'avaient pas été comparés aux masques FFP ou chirurgicaux en hôpital.
En 2015, C. Raina MacIntyre & al. publient la première étude sur l'efficacité des masques en tissu, en usage professionnel réel. L'étude, randomisée, a comparé, dans quatorze hôpitaux d'Hanoï (Viêt Nam), l'efficacité d'un modèle d'un masque en tissu (double couche de coton tissé), et d'un masque médical en non tissé (triple couche), tous deux fabriqués au Viêt Nam et couramment utilisés dans les hôpitaux du pays ; les 1 607 participants étaient tous des professionnels de santé (médecins ou infirmières volontaires), âgés de plus de 18 ans, et travaillant à plein temps dans des services à haut-risque (aucun ne portait de barbe, de moustache importante ou de cheveux longs devant le visage, ni n'étaient sujets à une maladie respiratoire chronique, rhinites ou allergies). Une partie des participants a porté des masques médicaux jetables, l'autre des masques en tissu, et le groupe témoin conservait sa pratique habituelle (incluant le port du masque). Les deux premiers groupes devaient utiliser leur masque à chaque quart de travail, pendant 70 % ou plus de leurs heures de travail, et durant quatre semaines consécutives. Ceux qui portaient des masques médicaux en recevaient deux par jour pour chaque quart de huit heures, alors que le autres disposaient de cinq masques en tissu pour toute la durée de l'étude, à laver après chaque quart de travail au savon et à l'eau en suivant des instructions écrites sur le lavage. Dans les trois groupes le port du masque était vérifié. Trois critères d'efficacité étaient le risque de contracter une maladie respiratoire clinique, un syndrome pseudo-grippal (SG) ou une infection virale respiratoire confirmée en laboratoire.
Résultats : les masques en tissu étaient statistiquement significativement moins protecteurs ; en outre près de 97 % des particules les pénétraient contre 44 % pour les masques médicaux. On sait que sur les deux types de masques des virus peuvent rester infectieux à leur surface (des études de modélisation ont quantifié les niveaux de contamination des masques) ; la moindre efficacité des masques en tissu peut en partie être due à une autocontamination facilitée par l'utilisation répétée et un enlèvement mal exécuté. On sait aussi qu'avec le SRAS le double masquage et d'autres pratiques augmentant l'humidité dans le masque ont accru le risque d'infection et de diffusion de liquide ou de rétention des agents pathogènes, l'effet peut être valable pour les masques en tissu. Les auteurs ont appelé à des recherches supplémentaires sur l'efficacité clinique, la durée d'utilisation, les méthodes de décontamination et les tests à utiliser, afin d'éclairer l'utilisation des masques en tissu, très utilisés à l'échelle mondiale, mais mal pris en compte par les directives et guides de bonnes pratiques. Mais ils considèrent que « par mesure de précaution, les masques en tissu ne devraient pas être recommandés pour les travailleurs à risque et plus encore en situations de haut risque ». Ils ont aussi appelé à mettre à jour les directives relatives au contrôle des infections, car des masques en tissus sont très utilisés dans le monde.
Ils répètent cinq ans après leur étude de 2015, que « la barrière physique fournie par un masque en tissu peut offrir une certaine protection, mais probablement beaucoup moins qu'un masque chirurgical ou un masque de type FFP2 ou FFP3 ». Ils évoquent aussi le fait que dans leur étude « Les masques en tissu ont peut-être été pires [...] car ils n'étaient pas assez bien lavés - ils peuvent alors être humides et contaminés ». Il soulignent que depuis 2015, l'efficacité de différents types de tissu (monocouche ou multi-couches) ont été testés en laboratoire, mais pas encore lors d'un essai clinique. Dans le contexte pandémique et de pénurie de masque, ils recommandent (pragmatiquement plutôt que factuellement) aux agents de santé choisissant de travailler avec des masques en tissu, d'en avoir toujours au moins deux et de les utiliser en cycle, afin que chacun puisse être lavé et bien séché après usage quotidien.

### Essais
La plupart des modèles de masques « faits maison » recommandés lors de la pandémie de COVID-19 (et d'autres alternatives aux masques professionnels) ont été utilisés avant que leur efficacité ait précisément été testée dans la pratique.
Dans les premières semaines de cette pandémie, des particuliers confectionnant eux-mêmes des masques en tissu, ont tenté d'évaluer l'efficacité de leurs masques « faits maison » par le « test de la flamme ». La fiabilité de ce test a été, quelques semaines plus tard, invalidée par l'AFNOR.
Pour faciliter ce travail de test , une méthode de mesure (optique), simple, rapide, peu coûteuse et pouvant être construite et utilisée par des non-experts, a été récemment mise au point (publiée dans Science, en septembre 2020) pour évaluer la capacité d'un masque à diminuer la transmission de gouttelettes respiratoires quand il est porté par quelqu'un qui parle régulièrement, qui tousse ou éternue.
Lors du travail de validation de principe de cette méthode, les scientifiques ont « comparé une variété de types de masques couramment disponibles et observé que certains types de masques se rapprochent des performances des masques chirurgicaux standard, alors que certaines alternatives de masques, telles que les protège-nuques/tour de coup (Neck gaiter) ou les bandanas, offrent très peu de protection ».
En France, pour les masques destinés à des professionnels, l'IFTH (Institut français du textile et de l'habillement) réalise des essais avec 5 à 10 cycles de lavage, un séchage à 60 °C et un repassage à 120 °C.

En 2020, la Direction générale de l'armement a été missionnée pour tester les masques au centre de maîtrise nucléaire, radiologique, bactériologique et chimique de Vert-le-Petit avec des particules de sel et de l'huile de paraffine,,

### Masques transparents pour les personnes malentendantes
En France, pour l'Éducation nationale, Sophie Cluzel promet 100 000 masques barrière transparents avant le mois d'octobre.
Sont ciblés les enseignants ayant des élèves malentendants et les enseignants de maternelle.
Cinq modèles de masques barrière sont homologués, dont deux par des sociétés employant des travailleurs handicapés.
L'avantage du masque barrière transparent porté dans l'entourage des personnes malentendantes est de leur permettre la lecture labiale.

### Certification
En octobre 2020, AFNOR Certification a développé une certification NF Masques barrières, avec l'accréditation du COFRAC, destinée aux industriels fabriquant en série des masques barrières conçus selon le modèle AFNOR SPEC S76-001. Elle conduit à réaliser des tests, auprès du laboratoire Apave, sur la capacité de filtration des particules d’un diamètre de trois micromètres, susceptibles de véhiculer des virus, et des particules fines, ainsi que la résistance des brides auto-ajustables. Le confort et la facilité d’usage (respirabilité, sélection des matériaux, port de quatre heures) sont également passés au crible, tout comme la capacité du masque à maintenir son niveau de qualité au fil du nombre de lavages préconisés par le fabricant.

## Usages

### Contexte d'utilisation
Dans un premier temps (avril 2020) pour protéger de la Covid-19, l'Organisation mondiale de la santé, l'OMS, ne recommande pas le port de tels masques pour le grand public. En effet, le port de ce masque peut apporter parfois un faux sentiment de sécurité, selon la qualité de fabrication, la façon dont il est porté et selon son lavage (température, fréquence). Cette recommandation n'est émise que plus tard (5 juin 2020), pour des masques grand public tri-layers, l'OMS précisant que le masque n'est pas un substitut à la distance inter-individus ni à l'hygiène des mains, car à eux seuls ils ne constituent pas une barrière suffisante. Par exemple, ils ne doivent pas encourager à participer à des rassemblements, et ils doivent être accompagnés d'un lavage selon les consignes de l'OMS. En outre, la protection apportée par le masque barrière en tissu dépend donc aussi beaucoup de la façon dont on le met, le porte, le retire, le lave et le sèche, sans dépasser certaines durées d'utilisation (durée horaire sur le visage, nombre de lavages).

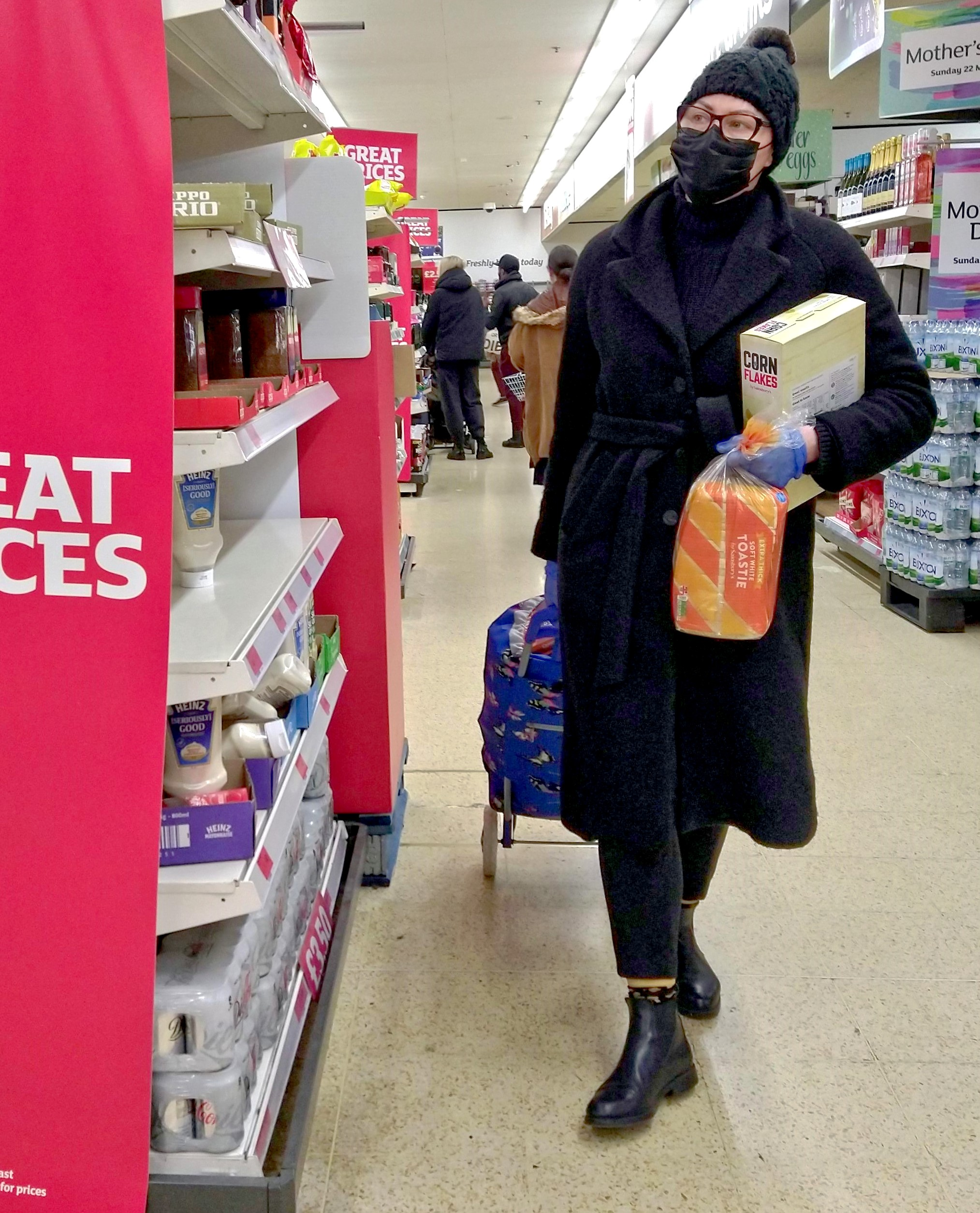
Shopping à Londres en mars 2020.
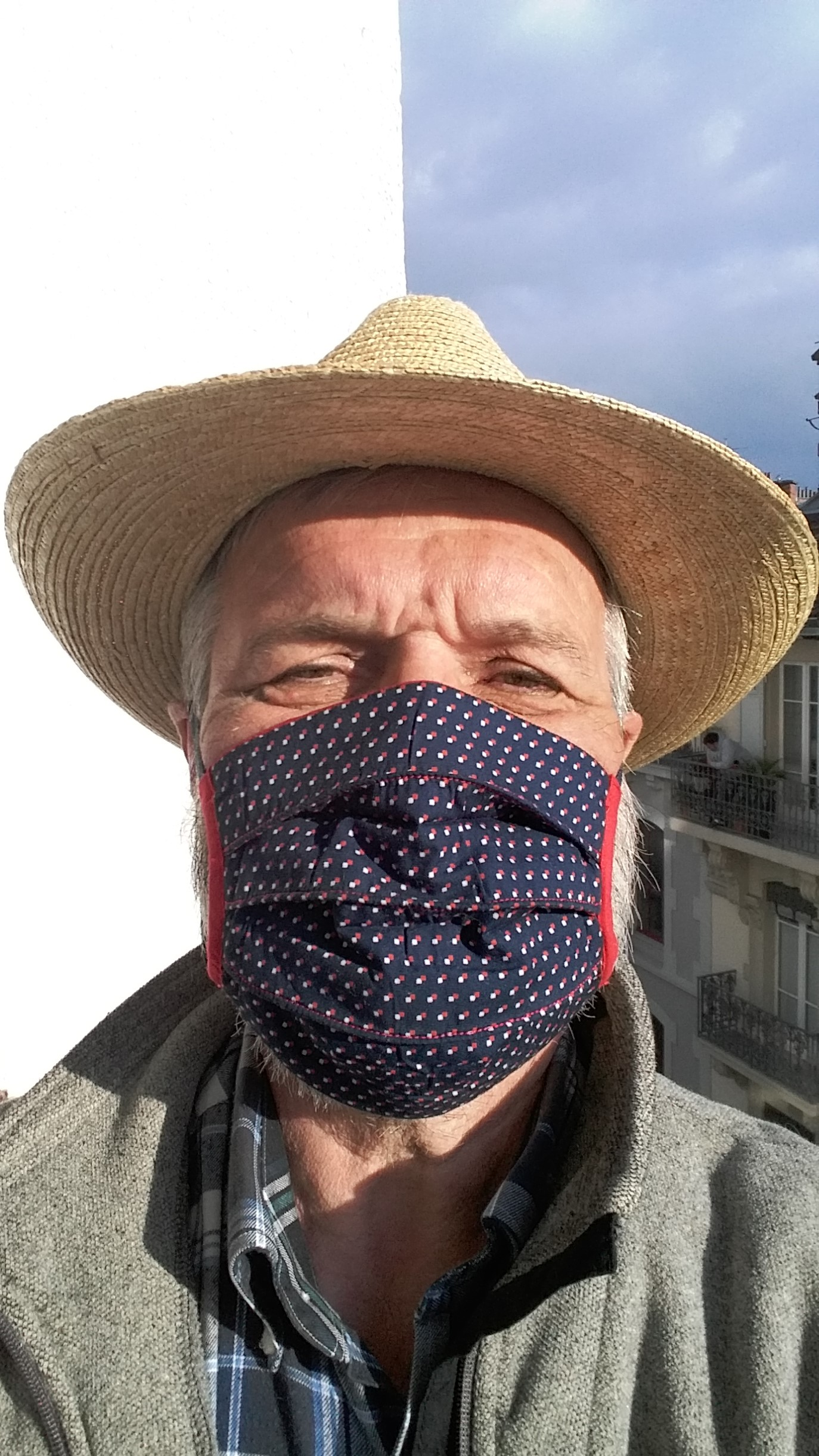
Grenoble (France) en mars 2020.
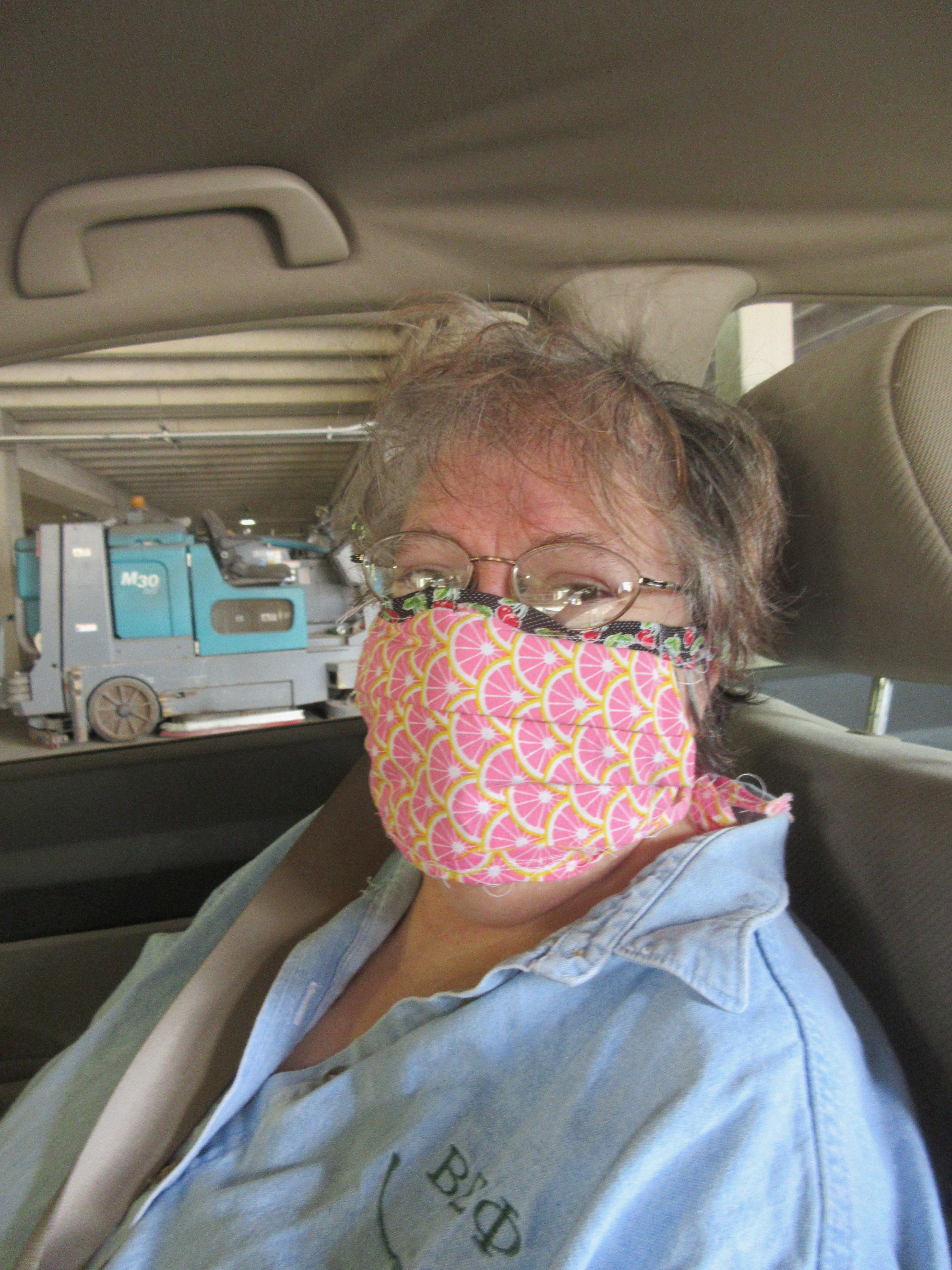
Aux États-Unis en avril 2020.
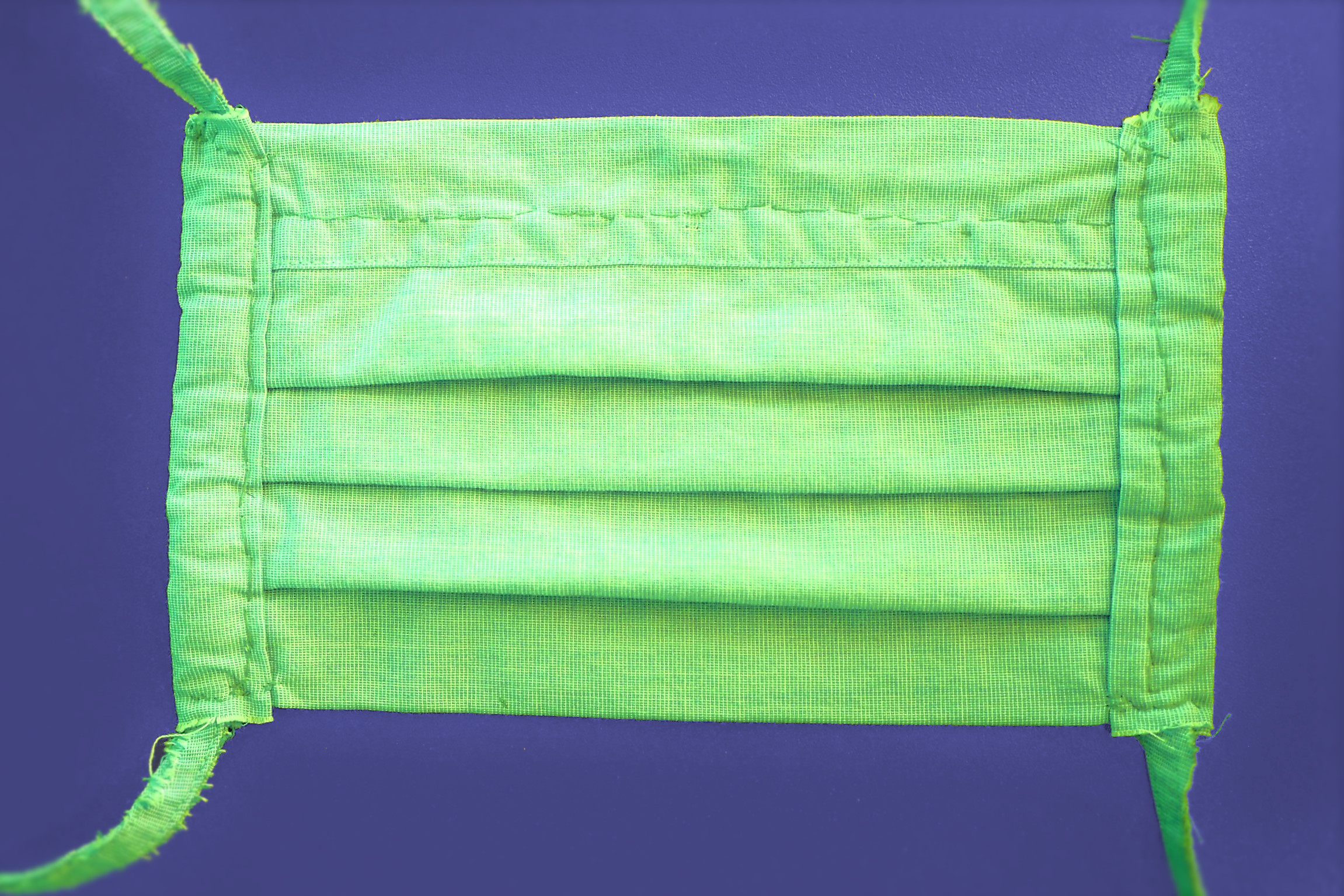
Masque fait maison et typiquement utilisé en Allemagne à partir d'avril 2020.

### Usage dans le monde
En Roumanie et au Portugal, le port du masque est obligatoire depuis le 15 mai.
En Belgique, le port du masque est obligatoire dans les magasins, cinémas, lieux de culte ou musées et bibliothèques, depuis le samedi 11 juillet.
En Croatie, le port du masque est obligatoire dans les transports et ans les commerces depuis le lundi 13 juillet.
En Andorre, le port du masque est obligatoire dans les lieux publics sous peine d'une amende de 100 euros ou de 1000 euros en cas de récidive depuis le 15 juillet 2020. Ne sont pas soumis à cette obligation les personnes qui en dehors des grandes agglomérations pratiquent la randonnée, le vélo ou la course à pied.
En Catalogne, Quim Torra, président de la Generalitat de Catalogne, annonce l'obligation du port du masque dans le domaine public sanctionné par une amende de 100 euros
Comme an Catalogne et en Andalousie, les îles Baléares ont rendu obligatoire le port du masque en extérieur même dans des situations où la distanciation physique n'est pas un problème avec pour seules exceptions la plage et le sport.
Au Québec, l'obligation du port du masque dans les lieux fermés s'applique à partir du 18 juillet 2020.
L'obligation du port du masque s’applique dans les lieux publics de certains États des États-Unis, comme la Floride ou le Texas.
En Espagne, des touristes étrangers violent la loi sur le port du masque, ce qui donne lieu à des critiques sur le média social Twitter: « certaines parties de l’Espagne en lockdown, les personnes âgées enfermées dans les maisons de retraites, nous portons tous des masques dans la rue, mais à Magaluf, les Britanniques antisociaux et irresponsables font ce qu’ils veulent. C’est honteux. ».
Au Royaume-Uni, Dame Anne Johnson, professeure en épidémiologie des maladies infectieuses à Londres, considère que la seconde vague de Covid-19 peut tuer 120 000 Britanniques dans un cas raisonnablement pire. Mais elle déclare : « Tout le monde peut aider à réduire la transmission par la distanciation physique, en intégrant le port de couvre-visage en tant que norme sociale ».
Au Royaume-Uni :
- en Écosse, le port du masque est obligatoire depuis le 10 juillet[37].
- en Angleterre, le premier ministre Boris Johnson fait demi-tour sur le masque barrière et rend son port obligatoire à partir du 24 juillet 2020, sanctionné par une amende de 100 livre sterling[38].

#### Usage en France
« Le masque, il faut vraiment le porter. C’est une question de responsabilité, de protection des plus fragiles. On pourra faire toutes les législations du monde, si on décide de s’en abstraire, ce n’est pas possible. »

— ministre de la Culture, Huffpost, le 13 juillet 2020 par Anthony Berthelie
En France, le port du masque n'est légalement obligatoire que dans les transports en commun (trains, avions, bateaux) et les gares et aéroports pour les majeurs de 11 ans.
Certains magasins et centres commerciaux rendent également le port du masque obligatoire pour protéger leurs clients, de même que les cafés et restaurants pour les clients qui se déplacent.
Au moment du déconfinement, le 11 mai 2020, le masque barrière est rendu obligatoire pour tous les enseignants et les élèves à partir de la classe de 6e.
En France, le port du masque n'est pas rendu obligatoire en public parce que les Français ne sont pas capables de comprendre le besoin de porter le masque pour éviter la transmission de la maladie.
Les principales raisons qui conduisent les Français à ne pas porter le masque sont la fausse croyance en la fin de la pandémie et la chaleur que dégagent certains masques.
Aujourd'hui, on ne sait pas si le SARS-CoV-2 peut se déplacer par voie aérienne. Si tel est le cas, le port du masque doit devenir obligatoire en toutes circonstances.
Durant l'été 2020, le masque est trop peu porté en France notamment dans certains lieux fermés comme les magasins ce qui doit conduire à la généralisation de son usage à l'automne.
En France, à l'été 2020, des médecins réputés avertissent sur le besoin du port du masque, dans une tribune intitulée « Masqués mais en liberté »: 

« Contrairement au début de l’année, nous savons maintenant qu’une mesure de prévention efficace est le respect des gestes barrières dans les lieux clos très fréquentés. Le port du masque est ainsi une condition importante pour limiter la diffusion du virus. Nous y sommes habitués, même si cela reste inconfortable, et nous avons aujourd’hui les stocks nécessaires. Le port du masque ne vise pas qu’à se protéger soi-même, mais aussi à empêcher la diffusion du virus ; à condition que tout le monde le porte ! Si vous ne le faites pas pour vous, faites-le pour vos parents plus âgés, votre frère ou sœur hypertendus ou vos proches fragiles chez qui le virus pourrait être mortel. N’oublions pas aussi vite que nous avons probablement vécu et traversons encore la plus grande catastrophe sanitaire de notre siècle.
Il serait donc vraiment très regrettable de ne pas utiliser ces moyens efficaces et accessibles que sont : le port du masque obligatoire dans tous les lieux publics clos, la distanciation physique autant que possible, et le lavage des mains. Beaucoup d’entre nous ont relâché leurs efforts depuis quelques jours ou semaines, nous voulons leur dire et leur redire, pour éviter un nouveau confinement : #MasquésMaisEnLiberté ! »

— tribune publiée dans le Parisien-Aujourd’hui en France

« Toute la question, ce sont ces lieux fermés, ces lieux clos, où les gens sont rassemblés ou ne peuvent pas respecter la distanciation sociale, la distance d’au moins un mètre (...). Aujourd’hui, nous recommandons à ces Français de porter un masque. Et quand ils pensent, de manière générale, qu’ils risquent de ne pas pouvoir respecter les distances et donc de s’exposer à la transmission du virus, nous leur recommandons chaleureusement de porter un masque. Est-ce que la recommandation chaleureuse doit devenir demain une obligation ? Ça fait l’objet de discussions. »

— Olivier Véran
Emmanuel Macron est favorable au port du masque dans les lieux clos :  « je souhaite que dans les prochaines semaines, on rende obligatoire le masque dans tous les lieux publics clos » et « rendre obligatoire le port du masque dans les lieux publics clos au 1er août» selon Le Soir.
Le port du masque est rendu obligatoire pour les élèves à partir de la classe de CP, le 2 novembre 2020.

### Difficultés d'approvisionnement
Pendant plusieurs semaines de confinement, les masques voyageaient en avion plutôt qu'en bateau. L'avion coutait alors entre un tiers et la moitié du prix du masque à 95 centimes.

### Surproduction
Les masques AFNOR lavables coûtent, par usage, la moitié d'un masque jetable (de 10 à 20 centimes d’euros par usage). Toutefois, en juin 2020, la préférence pour les masques jetables, pourtant plus chers, et l'allégement de l'épidémie laissent invendue une surproduction de 40 millions de masques AFNOR conduisant les producteurs à fermer leurs lignes de production.

### Commercialisation
En France, les masques sont vendus à moins d'un euro pour les masques jetables et à moins de cinq euros pour les masques réutilisables. Dans la foulée de la publication du standard AFNOR SPEC S76-001, l'AFNOR a ouvert un site web solidaire pour mettre en relation offreurs et demandeurs de masques barrières conçus selon ce modèle, sous le régime de la vente à prix coûtant, à défaut de gratuité.
Le coût des masques, à la rentrée 2020, peut ainsi varier de 60 à 80 euros pour une famille de quatre enfants de plus de onze ans utilisant des masques réutilisables et jusqu'à 180 à 300 euros mensuels pour des utilisateurs de masques jetables.
Dans les grandes surfaces françaises, les masques en tissu et les masques chirurgicaux ont connu un chiffre d'affaires cumulé de 175 millions d'euros, soit deux euros par Français entre le 4 mai et le 20 juillet.
Une société de consommateurs préférerait que ces masques soient distribués gratuitement.
Par la suite, la fabrication française de masques a été réduite les employeurs préférant acheter des masques jetables pour ne pas avoir à les laver.

## Histoire

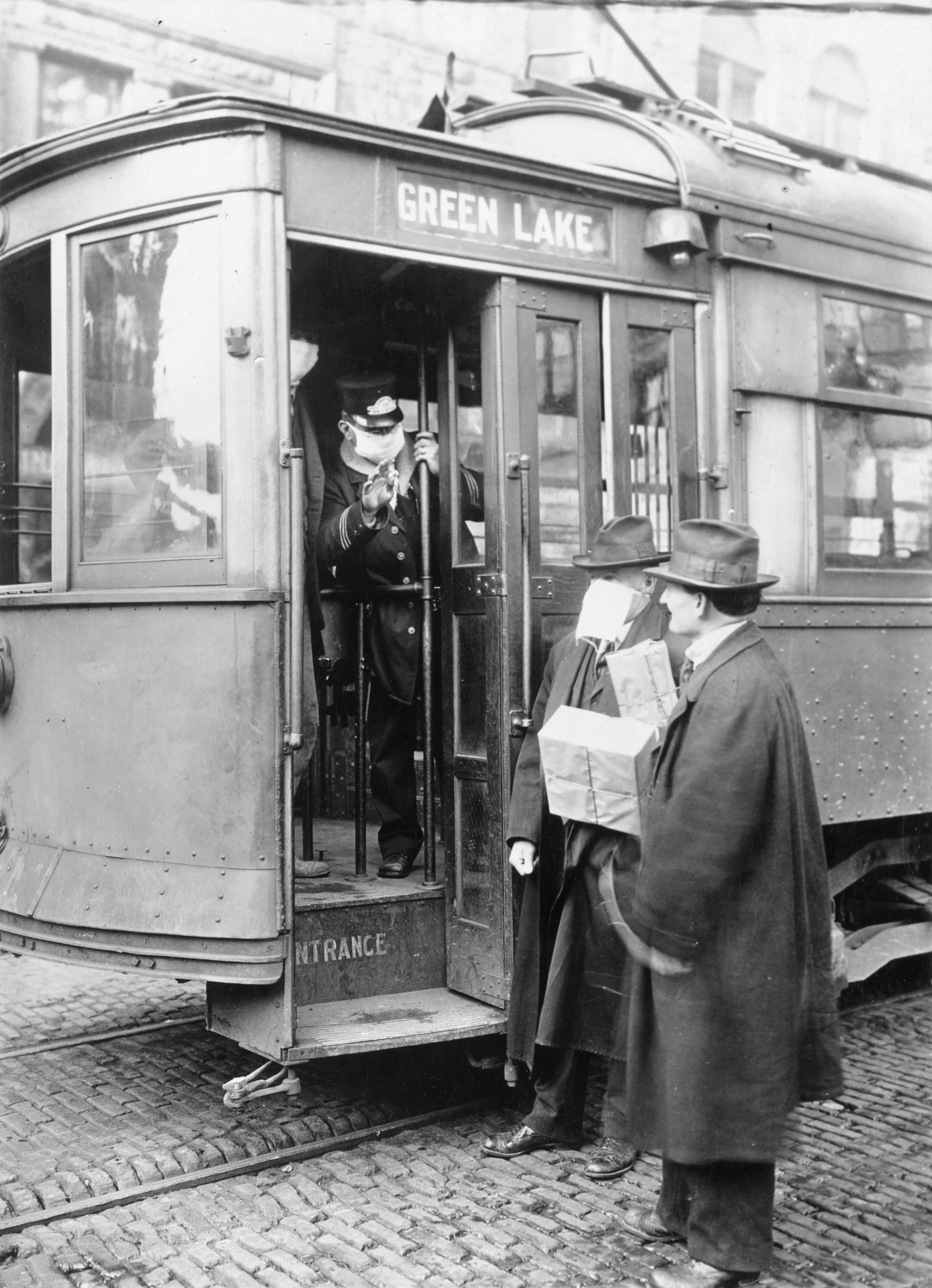
Port obligatoire de masque en tissu lors de la grippe de 1918 à Seattle, États-Unis: refus d'embarquement de personne dépourvue de masque

### XIXeet XXesiècles
Ce type de masque de protection médicale en tissu est apparu la fin du XIXe siècle par un chirurgien polonais, Johann Mikulicz-Radeki. Réutilisable, évalué scientifiquement et devenu progressivement performant, il est ensuite couramment utilisé par les professionnels de santé jusque dans les années 1960-1970. Il tombe alors en désuétude dans les pays développés au profit du masque chirurgical jetable, mais son utilisation a persisté dans certains pays en développement.
Pendant la pandémie de grippe dite espagnole de 1918-1919, il était légalement obligatoire de porter un tel masque dans l'espace public de certaines villes américaines comme Seattle et San Francisco (où s'est formée une ligue anti-masque).
Pendant la pandémie de coronavirus 2020, la pénurie mondiale de masques chirurgicaux a révélé une vulnérabilité dans de nombreux pays : leur utilisation par le grand public a été relancée dans les pays développés, notamment fin mars et en avril 2020 en France.

### XXIesiècle

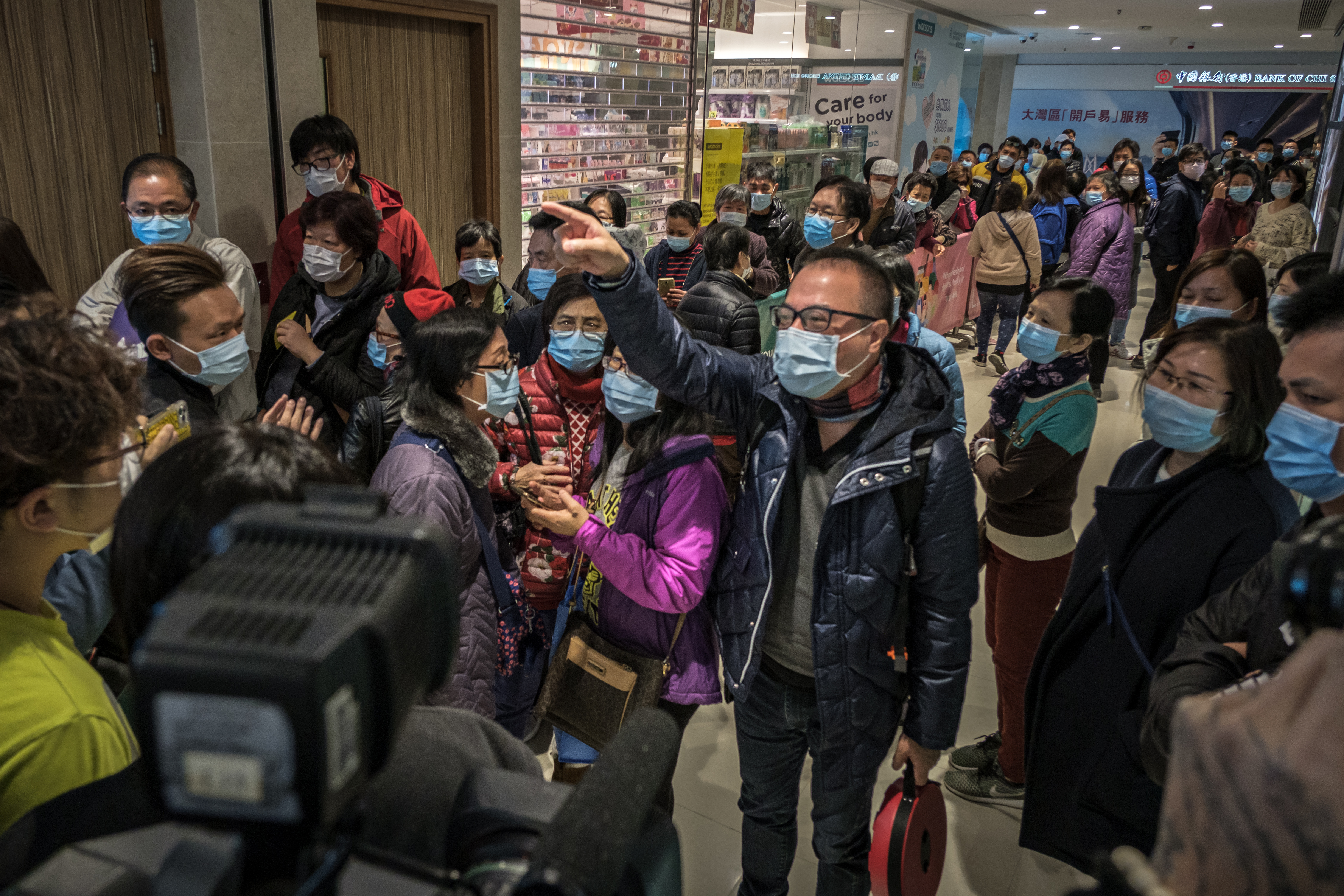
Personnes portant un masque chirurgical à Hong Kong, le 30 janvier, 2020.

#### SRAS-1 et pollution
Depuis le début du XXIe siècle, plusieurs crises sanitaires (grippe à H1N1 de 2009, SRAS, MERS et Covid-19, avec entre-temps émergence de plusieurs variants préoccupants de grippe aviaire, et des épisodes récurrents d'Ebola...) on montré que les masques chirurgicaux ou FFP pouvaient brutalement manquer. Historiquement les agents de santé ont utilisé plusieurs types de masques en tissu de coton dont l'efficacité peut varier selon la forme, le type de tissu, l'adaptation à la face du porteur, etc. Aujourd'hui en Asie (Chine et Viêt Nam notamment) les masques faciaux sont volontiers portés dans la population générale et des masques en tissus sont très couramment portés par les professionnels de santé. Par ailleurs, de nombreuses versions de masques protégeant plus ou moins efficacement de la pollution de l'air ont été mises sur le marché ; malgré cette large utilisation, la plupart des directives sur les équipements de protection individuelle (EPI) ne mentionnaient même pas les masques en tissu.

#### CoronavirusSARS-CoV-2

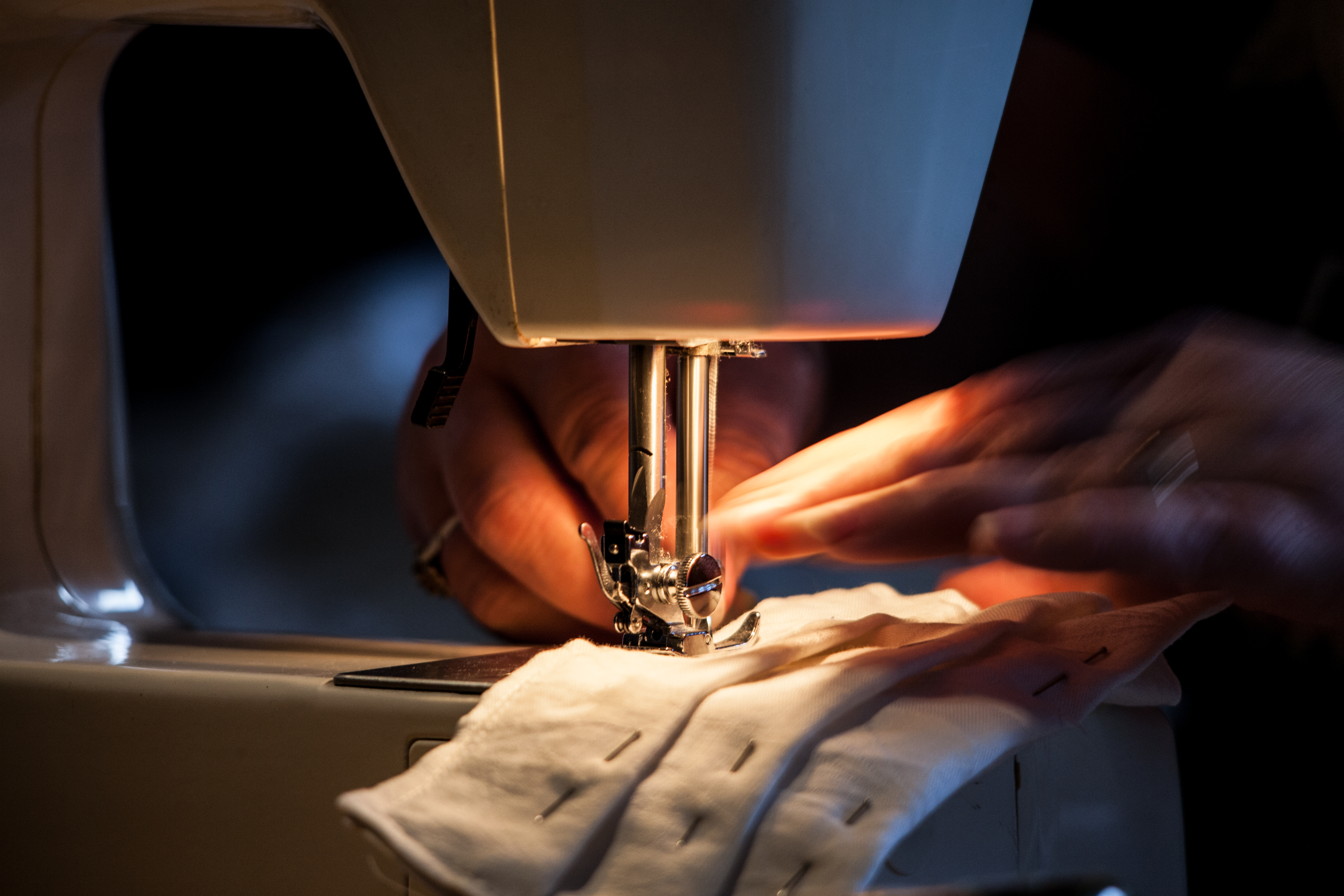
Couture d'un masque barrière "fait-maison" avec une machine à coudre de marque Singer par une femme

En 2020, face à la pénurie de masque induite par la pandémie de Covid-19, l'intérêt du grand public et de certains professionnels pour les masques de tissus, éventuellement « faits maison », est brutalement remonté.
Le 30 mars 2020, le maire de Iéna, Thomas Nitzsche, ville dans l'est de l'Allemagne, annonce la mise en place du port du masque décidé à la suite d'une lecture de la revue scientifique Nature qui souligne le rôle des aérosols dans la contamination. Le 6 avril 2020, Iéna devient la première ville d'Europe à porter le masque dans les commerces et les transports. L'obligation de port de protections sur le nez et la bouche concerne les transports publics, les lieux publics clos ainsi qu’à l’air libre quand la distance d’1,50 m ne peut pas être respectée.
En France, le 29 avril 2020, la Fédération du commerce et de la distribution qui regroupe de nombreuses enseignes de grandes surfaces a indiqué vouloir distribuer très rapidement des masques grand public réutilisables et fabriqués en tissu ainsi que des masques jetables avec des prix de quelques euros.
Depuis juin 2020, l'OMS conseille l'utilisation de masques par le public,. Elle recommande des masques grand public à trois couches (tri-layers) pour les moins de 60 ans.
Les trois couches de tissus recommandées — par l'OMS — sont :
- couche extérieure : matériel synthétique résistant à l'eau comme du polypropylene pour limiter le passage des gouttelettes vers le nez et la bouche,
- couche médiane : matériel type polypropylène pour de bonnes performances de filtration et respirabilité
- couche intérieure : coton non tissé en dernière couche d’absorption face au visage[31].

Dans son annonce du vendredi 5 juin, l'OMS a conseillé le port du masque là où une distance protectrice est difficile à garantir : dans les magasins (grocery), au travail, aux rassemblements sociaux, aux rassemblements en masse, et dans les endroits fermés, y compris écoles, églises et mosquées et autre lieux de culte.

## Critiques
Différents pays ont connu des mouvements de critiques ou d'opposition au port du masque barrière durant la pandémie de coronavirus.
Les critiques se basent sur différents arguments : raisons politiques, raisons médicales (idées reçues, handicap, effets indésirables), raisons psychologiques, ou caractère in-circonstancié.
La Suède est l'un des seuls pays à résister au port du masque.

## Effets collatéraux
Certaines hypothèses et/ou études suggèrent que le masque pourrait réduire la virulence du virus.